# Farashband
Farāshband (farsi فراشبند) è il capoluogo dello shahrestān di Farashband, circoscrizione Centrale, nella provincia di Fars. Aveva, nel 2006, una popolazione di 17.142 abitanti. 